# Kierownictwo Remontów
Kierownictwo Remontów – instytucja centralna zaopatrująca Wojsko Polskie (II RP) w młode konie (remonty).

## Historia Kierownictwa Remontów
W 1928 roku, w Warszawie, został zorganizowany Wojskowy Zakład Remontu Koni. 25 kwietnia 1929 roku zakład został podporządkowany I wiceministrowi spraw wojskowych – szefowi Administracji Armii. W 1933 roku zakład został przeformowany w Kierownictwo Remontu Koni Ministerstwa Spraw Wojskowych. Później zmienił nazwę na „Kierownictwo Remontów”.
Kierownikowi zakładu (od 1933 roku – kierownikowi Kierownictwa) podlegał Zapas Młodych Koni w Jarosławiu oraz trzy komisje remontowe.
Zapas Młodych Koni w Jarosławiu
- zarządca – płk kaw. Zygmunt Lecewicz (od 12 III 1929[2])

Komisja Remontowa Nr 1 w Warszawie
- przewodniczący komisji – ppłk kaw. Stanisław Józef Rabiński
- przewodniczący komisji – ppłk kaw. Kazimierz Bolesław Józef Halicki (do 31 VIII 1939 → dowódca Ośrodka Zapasowego Wołyńskiej Brygady Kawalerii w Hrubieszowie)
- zastępca przewodniczącego – mjr art. Kazimierz II Leśniewski (do 1939)
- ppłk kaw. Dymitr Radwiłłowicz (do IV 1928[3])
- członek komisji – mjr kaw. Eugeniusz Kownacki (VI 1927 – IV 1928)

Komisja Remontowa Nr 2 w Poznaniu
- przewodniczący komisji – ppłk art. Andrzej Zagrojski

Komisja Remontowa Nr 3 w Krakowie
- przewodniczący komisji – płk kaw. Władysław Kulesza (12 III 1929 – IX 1939)

Komisje remontowe przeprowadzały zakup koni remontowych od hodowców w swoich rejonach. Rejon Komisji Remontowej Nr 1 obejmował województwa: warszawskie, łódzkie, lubelskie, białostockie, wileńskie, nowogródzkie i poleskie. Rejon Komisji Remontowej Nr 2 obejmował województwa: poznańskie i pomorskie, natomiast rejon Komisji Remontowej Nr 3 obejmował województwa: krakowskie, lwowskie, tarnopolskie, stanisławowskie, wołyńskie, śląskie i łódzkie. Komisje przeprowadzały zakup zgodnie z przepisami służbowymi P.S. 60-280 „Zaopatrzenie wojska w konie w czasie pokojowym”. Po zakończeniu zakupów i sporządzeniu sprawozdania przewodniczący komisji mogli składać wnioski o odznaczenie hodowców medalami.
Zgodnie z planem mobilizacyjnym „W” komisje remontowe i Zapas Młodych Koni należały go grupy jednostek podlegających likwidacji w razie mobilizacji. Komisje remontowe ulegały likwidacji drugiego dnia mobilizacji powszechnej. Podoficerowie zawodowi i nadterminowi pełniący służbę w Komisji Remontowej Nr 1 mieli przejść do dyspozycji dowódcy Taborów i szefa Remontu M.S.Wojsk., natomiast personel cywilny stały i kontraktowy, konie i posiadany materiał należało przekazać do Zapasu Koni Okręgu Korpusu Nr I w Małkini. Personel Komisji Remontowej Nr 2 wraz z końmi i posiadanym materiałem miał być odesłany do Zapasu Koni Okręgu Korpusu Nr VIII w Koninie, natomiast Komisji Remontowej Nr 3 do Zapasu Koni Okręgu Korpusu Nr V w Bochni. Zapas Młodych Koni „w okresie mobilizacji powszechnej miał przejść w stan Zapasu Koni OK X w Radymnie”. Zapasy koni okręgów korpusów był jednostkami mobilizowanymi w II rzucie mobilizacji powszechnej przez 5 i 10 Dywizjon Taborów oraz Kadrę 1 i 7 Dywizjonu Taborów.
Kierownictwo Remontów trzeciego dnia mobilizacji powszechnej przechodziło na organizację wojenną L.3352/mob.org. Jednostką mobilizującą było Kierownictwo Zaopatrzenia Taborów. Miejscem mobilizacji była Warszawa. Pod względem ewidencyjnym zmobilizowane Kierownictwo Remontów należało do Ośrodka Zapasowego Taborów Nr 1 w Bochni.

## Kadra Zakładu i Kierownictwa
Kierownicy:
- płk lek. wet. Feliks Rozwadowski[8] – kierownik (1 XII 1928[9] XII 1931)
- płk kaw. Stefan Jacek Dembiński (1932[10] – XII 1934[11])
- mjr kaw. Karol Wisłouch (od XII 1934[12])

Oficerowie:
- mjr kaw. Marian Łapin – kierownik wydziału administracyjnego (od 1 XII 1928)
- rtm. Tadeusz Politański (od 1 XII 1928[13])
- kpt. kanc. Henryk Bujniewicz (od 1 XII 1928[14])
- mjr kaw. Karol Wisłouch (do XII 1934 → kierownik Kierownictwa Remontu Koni)
- rtm. Feliks Żórawski[15]
- por. tab. Hipolit Beille – referent (od 21 I 1930[16])
- mjr kaw. Witold Czaykowski – szef wydziału w Kierownictwie Remontu Koni (IV 1933[17] – XII 1934)
- płk kaw. Zygmunt Lecewicz[18]
- mjr kaw. Rupert Pawelski (od XII 1934[11])

Obsada personalna Kierownictwa Remontów Koni w marcu 1939
- szef – gen. bryg. Stefan Jacek Dembiński
- zastępca szefa – ppłk kaw. Karol Wisłouch
- kierownik referatu – mjr tab. Zdzisław Józef Erzepki
- kierownik referatu – rtm. adm. Bolesław Wolicki